# 维克托·基佳耶夫
维克托·鲍里索维奇·基佳耶夫（羅馬化：Viktor Borisovich Kidyayev；1956年7月9日—）是俄罗斯政治人物，第五、六、七、八届国家杜马代表。
1986年，他担任祖博瓦波利亚纳针织厂的负责人。1987年至1996年任区消费者工会主席。基佳耶夫当选为区议会议员和莫尔多维亚共和国国家议会议员。1996年，他当选为祖博瓦波利亚纳区区长，并担任该职务超过12年。自2007年起，他成为统一俄罗斯党成员。2009年，因奥列格·科尔古诺夫提前离职，基佳耶夫获得空缺任命成为第五届国家杜马议员。2011年、2016年、2021年，他分别连任第六届、第七届、第八届国家杜马代表。
2015年，有报道称基佳耶夫向卡卢加州选举委员会成员施压，他因此被暂停监督卡卢加州统一俄罗斯党竞选活动。

## 制裁
基佳耶夫于2022年因俄乌战争而受到英国政府和美国财政部制裁。

## 荣誉
- 友谊勋章
- 光荣勋章